# بارنايبا
بارنايبا هي بلدية في البرازيل، ومستوطنة، تتبع بياوي، بلغ عدد سكانها 145٬705  نسمة، في 2010، تبلغ مساحتها 435٫564 كيلومتر مربع.

## الموقع
تشترك في الحدود مع:
- Luís Correia [الإنجليزية]‏.